# WWF Superstars (videogioco 1989)
WWF Superstars è un videogioco arcade di tipo picchiaduro a incontri multidirezionale sviluppato e pubblicato nel 1989 dalla Technos Japan Corporation.
Sebbene la stessa Technos avesse già prodotto in precedenza altri videogiochi sul wrestling, questo è il primo esempio di videogioco arcade con personaggi della World Wrestling Federation.
Il gioco venne reso più spettacolare con spunti ispirati direttamente dai programmi televisivi sul wrestling (interviste, esultanze personali dei singoli lottatori e signature move).
Fu seguito da WWF WrestleFest nel 1991.

## Modalità di gioco
WWF Superstars presenta la possibilità di scegliere un tag team di due wrestler tra un totale di sei differenti lottatori, ognuno differente anche per caratteristiche fisiche e set di mosse, e tutti reali protagonisti di WrestleMania IV.
La prima parte del gioco è ambientata in un ring a New York, dove il giocatore affronterà tre delle sei possibili combinazioni dei wrestler non selezionati; prima del quarto incontro viene visualizzato un filmato che presenta The Million Dollar Man, André the Giant, Virgil, Mean Gene Okerlund e Miss Elizabeth, e che anticipa il match contro i Mega Bucks, ovvero il tag team formato da The Million Dollar Man e André the Giant, i due personaggi non selezionabili da parte del giocatore.
Sconfitto quest'ultimo tag team si vince il WWF Championship (con tanto di magazine ad esaltare i campioni) e si partecipa da detentori del titolo al torneo di Tokyo, dove si affrontano altri tre tag team (uno di questi ha Ted DiBiase come uno dei due lottatori) e allo scontro finale ancora una volta contro i Mega Bucks, ai quali è stata concessa una rivincita.
Lo scorrimento del gioco è multidirezionale, e si hanno a disposizione due pulsanti: con il primo si sferrano pugni e con il secondo calci.
Premendo contemporaneamente entrambi i pulsanti si effettua una corsa, durante la quale è possibile effettuare uno degli attacchi in corsa disponibili.
se si va in collisione contro uno dei pali di sostegno si sale sopra di questo ed è così possibile effettuare uno degli attacchi in salto dal palo.
Se l'avversario è in corsa è possibile effettuare una delle contromosse agli attacchi in corsa in base al tasto che si preme.
Se l'avversario è a terra è possibile afferrarlo e rialzarlo, colpirlo oppure schienarlo affinché l'arbitro inizi a contare i tre secondi per decretare la vittoria.
È possibile uscire dal ring e combattere fuori da questo, anche con l'ausilio di "armi" quali tavoli e seggiole pieghevoli.
La "crema" del gioco però consiste nelle tecniche di presa, che variano a seconda del lottatore scelto e rispecchiano le signature move originali dei lottatori.
Basta andare in collisione con l'avversario per iniziare la presa, dopodiché si deve premere velocemente i tasti di attacco per avere la meglio:
se si preme velocemente il pulsante dei calci si lancia l'avversario contro le corde per effettuare una contromossa alla corsa;
se si preme velocemente il pulsante dei pugni con il controllo di direzione verso l'alto si effettua un Body Slam, forse la più debole delle prese a disposizione ma con maggiori possibilità di realizzazione rispetto alle altre prese;
se si preme velocemente il pulsante dei pugni si passa ad una presa con la testa dell'avversario sotto il braccio, e a quel punto a seconda se si preme il pulsante dei pugni o dei calci si effettua una differente presa; è possibile effettuare una delle due prese all'avversario anche quando questo è in piedi stordito e lo si afferra da dietro.

## Roster

### Utilizzabili
- Big Boss Man

il più potente dei lottatori utilizzabili, ha come prese un Suplex e una testata; quando l'avversario ha poca energia può effettuare la sua signature move, la Boss Man Slam, come contromossa alla corsa dell'avversario.
- The Honky Tonk Man

personaggio molto veloce, può effettuare il caratteristico Swinging neckbreaker oppure sferrare una serie di pugni al volto dell'avversario.
- Hulk Hogan

è un lottatore che presenta un buon equilibrio tra velocità e potenza. Le sue prese caratteristiche sono il Piledriver e il German suplex.
- Jim Duggan

personaggio più potente che veloce, le sue prese sono il Running bulldog e il German suplex.
- Randy Savage

personaggio orientato molto più sulla velocità che non sulla potenza, può effettuare prese quali il Vertical suplex e l'Atomic drop, ma presenta altre tecniche caratteristiche quali il Flying lariat e alcuni attacchi in salto dal palo.
- The Ultimate Warrior

anch'esso presenta sia una buona velocità che potenza. Può effettuare il Gorilla press slam e l'Atomic drop.

### Non utilizzabili
- André the Giant

è l'avversario più potente del gioco; tra le prese ha una Facejam e il Canadian Backbreaker, una delle prese di sottomissione. Quasi tutte le prese ove è necessario sollevare l'avversario falliscono contro André, a meno che quest'ultimo non abbia perso molta energia, ed inoltre colpi quali pugni e calci non hanno effetto su di lui. L'unica tecnica che funziona  è lanciarlo contro le corde ed eseguire il Back Body Drop.
- Ted DiBiase

il nemico per eccellenza del gioco, è molto veloce ed è il personaggio con il più ampio set di mosse; può effettuare sia il suo Million Dollar Backbreaker che il Million Dollar Dream, una delle poche prese di sottomissione presenti nel gioco; è in grado di eseguire altre prese quali il Vertical suplex e il German suplex.